# Sayyid Ali ibn Said
Sayyid Ali ibn Said al Bu Said, född 1854, död 5 mars 1893, Han var den fjärde sonen av sultanen av Oman Said ibn Sultan, som blev sultan av Zanzibar, och efterträdde sin bror  Sayyid Khalifa ibn Said 13 februari 1890.